# Huntingburg
Huntingburg és una població dels Estats Units a l'estat d'Indiana. Segons el cens del 2000 tenia 5.598 habitants.

## Demografia
Segons el cens del 2000, Huntingburg tenia 5.598 habitants, 2.162 habitatges, i 1.444 famílies. La densitat de població era de 595,4 habitants/km².
Dels 2.162 habitatges en un 33,3% hi vivien nens de menys de 18 anys, en un 50,8% hi vivien parelles casades, en un 11,2% dones solteres, i en un 33,2% no eren unitats familiars. En el 28,5% dels habitatges hi vivien persones soles el 12,9% de les quals corresponia a persones de 65 anys o més que vivien soles. El nombre mitjà de persones vivint en cada habitatge era de 2,51 i el nombre mitjà de persones que vivien en cada família era de 3,05.
Per edats la població es repartia de la següent manera: un 26,2% tenia menys de 18 anys, un 9,1% entre 18 i 24, un 28,3% entre 25 i 44, un 20,5% de 45 a 60 i un 15,9% 65 anys o més.
L'edat mediana era de 36 anys. Per cada 100 dones de 18 o més anys hi havia 88,9 homes.
La renda mediana per habitatge era de 33.415$ i la renda mediana per família de 41.925$. Els homes tenien una renda mediana de 29.756$ mentre que les dones 22.167$. La renda per capita de la població era de 15.882$. Entorn del 6,8% de les famílies i el 10,8% de la població estaven per davall del llindar de pobresa.

## Poblacions més properes
El següent diagrama mostra les poblacions més properes.